# Shang-Chi
Pour le film, voir Shang-Chi et la Légende des Dix Anneaux.
Shang-Chi, aussi appelé le Maître du kung-fu (« Shang-Chi, Master of Kung-Fu » en VO) est un super-héros évoluant dans l’univers Marvel de la maison d'édition Marvel Comics. Créé par le scénariste Steve Englehart, le dessinateur Jim Starlin et l'encreur Al Milgrom, le personnage de fiction apparaît pour la première fois dans le comic book Special Marvel Edition #15 en décembre 1973.
Shang-Chi est créé durant les années 1970, période des films de kung-fu et de la série télévisée Kung Fu.

## Historique de la publication
Après avoir testé le personnage de Shang-Chi dans le comics Special Marvel Edition, qui proposait auparavant des rééditions, l’éditeur Marvel rebaptise la série The Hands of Shang-Chi, Master of Kung Fu au numéro 17 (1974). La série dure jusqu’au #125 (1983), publiée en France dans la revue Eclipso puis Thor (collection « Flash » chez Aredit/Artima) jusqu'au no 92 .
Entre-temps, Shang-Chi apparaît également dans le magazine Deadly Hands of Kung Fu, consacré à des personnages Marvel pratiquant les arts martiaux (Iron Fist, Colleen Wing ou Misty Knight).
Pour le personnage de Zheng Zu (en), le père de Shang-Chi, les auteurs Steve Englehart et Jim Starlin s’inspirent de l'histoire du Fu Manchu du romancier britannique Sax Rohmer.
En 2002-2003, une mini-série intitulée Master of Kung Fu: The Hellfire Apocalypse est publiée dans la collection « MAX ».
Dans certaines de ses apparitions modernes, la mention du père de Shang-Chi (Fu Manchu) était faite soit de manière cryptique, soit en utilisant une variété de nouveaux noms, étant donné que Marvel ne possédait plus les droits sur ce personnage. Dans Secret Avengers #6-10 (2010), le scénariste Ed Brubaker contourne officiellement le problème grâce à un scénario où le Conseil des ombres ressuscite une version zombifiée de Fu Manchu, pour découvrir que « Fu Manchu » n'était qu'un alias et que le vrai nom du père de Shang-Chi est Zheng Zu, un ancien sorcier chinois qui a découvert le secret de l'immortalité.
De même, la demi-sœur de Shang-Chi, Fah Lo Suee, est ensuite renommée Zheng Bao Yu dans Fearless Defenders #8 (2013), tandis que les personnages de Smith et Petrie n’apparaissent plus dans aucune série Marvel après la fin de la série Master of Kung Fu en 1983.

## Biographie du personnage

### Origines
Shang-Chi naît dans la province du Hunan en Chine. Il est le fils de Zheng Zu (en) (inspiré du personnage de Fu Manchu), un criminel international. Dès son plus jeune âge, il est entraîné aux arts martiaux chinois (wushu). À sa majorité, il est envoyé assassiner un ennemi de son père mais, découvrant que son géniteur est un puissant criminel, il se rebelle contre son joug. Il combat Midnight Sun et s'allie avec Black Jack Tarr (en), avec qui il affronte l'organisation de son père.
Devenu un agent secret travaillant pour le MI-6, le service de renseignements extérieurs du Royaume-Uni, il voyage jusqu'à New York et rencontre le héros costumé Spider-Man. Il affronte plus tard sa propre sœur, Fah Lo Suee, puis Razorfist et le duo Mordillo et Brynocki. Il se lie ensuite d'amitié avec le Chat (Shen Kuei) et Iron Fist (Danny Rand), avec lesquels il partage la passion des arts martiaux. Il affronte aussi Shockwave avant de quitter le MI-6.
Optant pour une vie indépendante, il devient un aventurier. Mais ce métier le rapproche encore du monde des super-héros ; il devient l'allié de la Chose. Il combat l'HYDRA, puis Zaran (en), Boomerang, etc.
Il retrouve bientôt ses amis Sir Denis Nayland Smith (en), Tarr, Clive Reston (en) et son amour de jeunesse Leiko Wu (en). Ensemble, ils forment la « Freelance Restorations Limited », une agence secrète basée en Écosse. C'est à cette période qu'il affronte une dernière fois son père dans un duel à mort, d'où il sort victorieux.
Quelques années plus tard, il quitte l'organisation et part revivre en Chine comme un simple pêcheur.

### Héros à louer
Shang-Chi fait son retour quelques années plus tard, au sein des Héros à Louer. Il y entame une relation avec Maria Vasquez (Tarantula). C'est lui qui tue son coéquipier Humbug, contrôlé par une race insectoïde échappée du vaisseau de Hulk lors de son retour sur Terre. Traumatisé par ce meurtre de sang froid, il quitte l'équipe.

### Retour comme agent secret
Shang-Chi, toujours lié aux services secrets britanniques, aide Peter Wisdom à contrecœur pour démanteler un réseau criminel d'origine mystique.

## Pouvoirs, capacités et équipement
Shang-Chi n'a aucun super-pouvoir mais c'est l'un des artistes martiaux les plus doués et les mieux entraînés de sa génération, aussi talentueux que Iron Fist. Ayant passé sa vie entière à s’entraîner (il a été formé par son père Zheng Zu afin de devenir le guerrier ultime), Shang-Chi est très compétent dans la quasi-totalité des arts martiaux terrestres, mais est surtout reconnu pour être un expert dans l'art noble du kung-fu.
C'est également un expert dans le maniement des armes blanches orientales allant des sabres, épées ou poignards mais aussi la lance, le bô, le nunchaku, les shuriken et un grand nombre d'armes orientales ou exotiques ; il possède par ailleurs une précision extrême dans le tir de projectiles (fléchettes et shuriken). Il a aussi montré qu’il était capable d’improviser des armes, selon les besoins du moment.
En complément de ses talents de combattant, Shang-Chi est un acrobate et un gymnaste de niveau olympique qui possède des capacités physiques optimales et des réflexes incroyables. Il parle couramment le chinois cantonais, mais aussi l’anglais, le mandarin, l’ancien mandarin et possède quelques notions de français.
- Beaucoup des capacités physiques de Shang-Chi semblent provenir de sa maîtrise du chi (aussi appelée « énergie naturelle » ou « énergie vitale »), ce qui lui permet souvent de surpasser les limites physiques des athlètes normaux. Il est également très en phase avec le chi émis par les autres êtres vivants, au point qu'il a pu un jour détecter une Jean Grey psioniquement invisible en sentant son énergie[7].
- Il possède une parfaite connaissance du corps humain et peut identifier les différents points de pression d’une personne, ce qui lui permet d'agir sur ceux-ci pour immobiliser, paralyser, blesser ou même tuer un adversaire[1].
- Il a montré être capable de venir à bout de plusieurs adversaires simultanément. On l'a également vu briser un mur de briques à mains nues ou encaisser des coups qui étourdiraient un homme ordinaire[1].
- Il pratique également la méditation, ce qui déclenche parfois chez lui des visions. Cela lui permet également de passer outre à la douleur ou la fatigue, notamment lors de situations de combat ; il peut également dans cet état supporter plusieurs blessures, voire ralentir les effets du poison ou d’autres substances toxiques[1].

Habituellement, Shang-Chi porte aux poignets une paire de bracelets métalliques. Composés d’un métal extrêmement résistant, ces bracelets lui permettent de contrer les attaques par arme blanche de ses adversaires, ou de dévier des balles de petit calibre.
Bien qu'il ne dispose normalement d'aucune capacité surhumaine, dans la série Avengers World (en) (2014) Shang-Chi est exposé brièvement aux particules Pym, adoptant alors la taille d’un géant pour combattre à mains nues un dragon endormi sous l’île de Madripoor (en),.
Lors de l'histoire « Origin Sites » de la série Avengers (vol. 5) (2015), peu de temps avant la destruction du multivers, Shang-Chi est exposé à une bombe originelle d’Ex Nihilo tombée à Kobe au Japon ; il développe alors la faculté de créer des douzaines de répliques de lui-même, celles-ci étant dotées des mêmes capacités que son corps original. Depuis la restauration du multivers, il n’a plus fait la preuve de cette faculté,.

## Entourage

### Alliés
- Black Jack Tarr (en)
- Clive Reston (en)
- Sir Denis Nayland Smith (en)[10]
- Leiko Wu (en)[11]
- Le Chat (Shen Kuei)[12]
- Super Midnight (Rufus Carter)

### Ennemis
- Zheng Zu (en) (anciennement Fu Manchu, père)
- Si-Fan
- Cursed Lotus (es) (Zheng Bao Yu, anciennement Fah Lo Suee, demi-sœur)
- Midnight Sun (M'Nai)
- Rufus T. Hackstabber
- Moving Shadow
- Skull-Crusher
- Pavane
- Brynocki
- Zaran (en)[13]
- Shockwave

## Publications du personnage
- The Hands of Shang-Chi, Master of Kung Fu #17-125 (Marvel Comics, 1974-1983)
- The Deadly Hands of Kung Fu (Marvel Comics, 1974-1977)
- Shang-Chi, Master of Kung Fu #1-6 (MAX Comics, 2002-2003)

## Équipes artistiques
Doug Moench, Paul Gulacy, Jim Craig, Mike Zeck, Bob Larkin, Jimmy Palmiotti, Gil Kane, Ron Wilson, Frank Giacoia, Mike Esposito, John Buscema, Joe Sinnott, Ken Barr, Nick Cardy, Armando Gil, William Johnson, Gene Day, Gaspar Saladino, Jim Salicrup, Joe Rubinstein

## Apparitions dans d’autres médias
Sauf indication contraire, les informations mentionnées dans cette section peuvent être confirmées par la base de données cinématographiques IMDb,  présente dans la section « Liens externes ».

### Cinéma

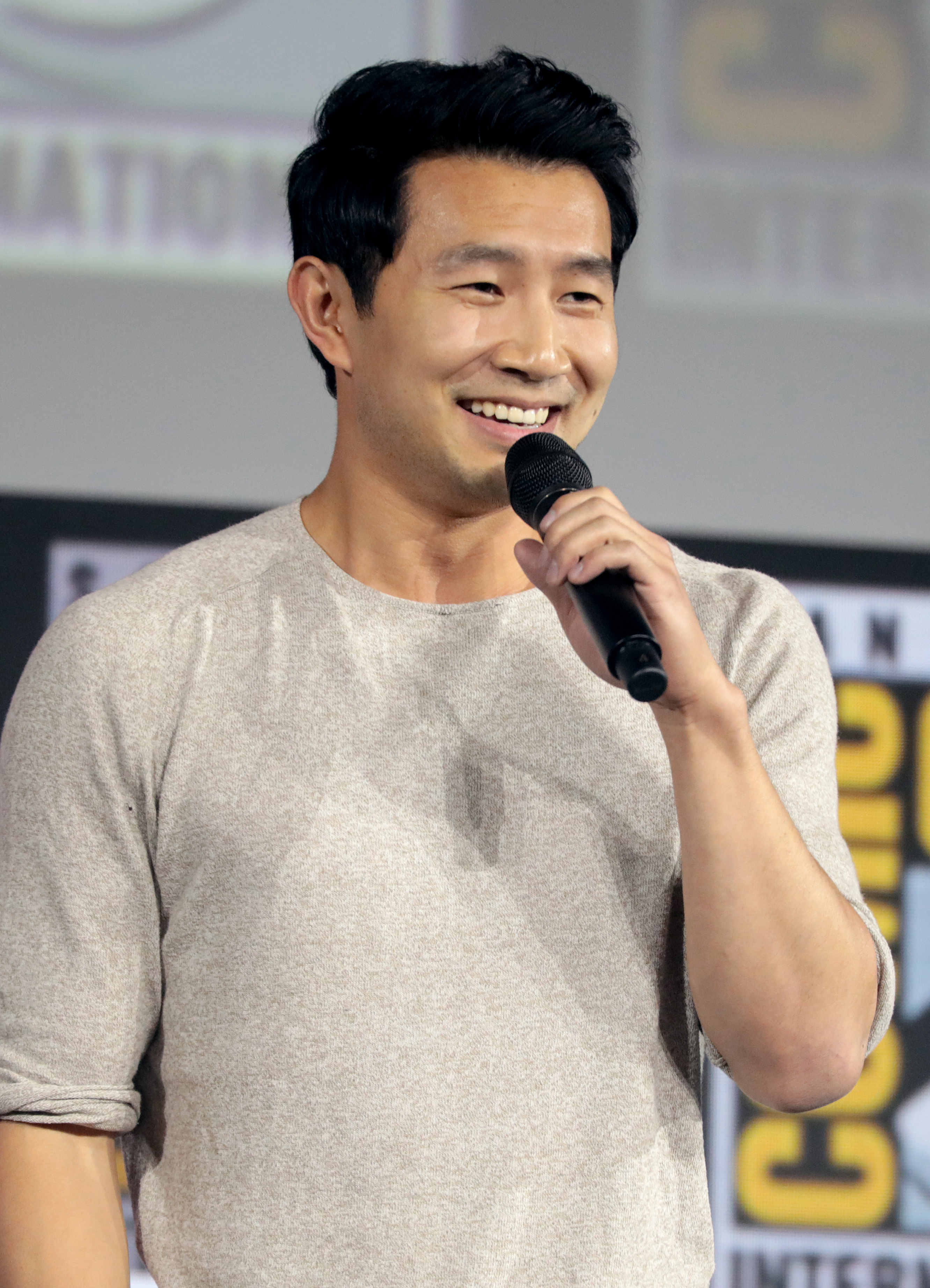
L'acteur Simu Liu, interprète de Shang-Chi dans l'univers cinématographique Marvel.

Interprété par Simu Liu dans l'univers cinématographique Marvel
- 2021 : Shang-Chi et la Légende des Dix Anneaux réalisé par Destin Daniel Cretton.

### Jeux vidéo
- Marvel: Future Fight
- Marvel Strike Force
- Marvel Duel (en)
- Marvel : Tournoi des champions
- Marvel Puzzle Quest
- Marvel Snap